# صبحي السامرائي
صبحي بن جاسم بن حميد السامرائي البغدادي (1355 هـ - 1434 هـ)، أحد علماء ومحدثي أهل السنة والجماعة في العراق، ومحدث من علماء الحديث النبوي في العالم الإسلامي.

## نسبه وولادته
هو صبحي بن جاسم بن عبد الحميد بن حمد بن صالح بن مصطفى بن حسن بن عثمان بن دولة بن محمد بن بدري (جد عشيرة البو بدري وهي إحدى عشائر مدينة سامراء المعروفة) بن حسين (الملقب بعرموش) بن علي بن سعيد بن بدري بن بدر الدين بن خليل بن حسين بن عبد الله بن إبراهيم (الآواه) بن يحيى (عز الدين) بن شريف بن بشير بن ماجد بن عطية بن يعلى بن دُويد بن ماجد بن عبد الرحمن بن قاسم (القواسم) بن ادريس بن جعفر الزكي بن علي الهادي بن محمد الجواد بن علي الرضا بن موسى الكاظم بن جعفر الصادق بن محمد الباقر بن علي زين العابدين بن الحسين بن علي بن ابي طالب.
وأمه: بنت عبد الكريم (وقد ولدت في بغداد عام 1910م)، ابن حافظ بن محمد بن حسن بن عسّاف بن حسين بن بدر المثنى بن بدري.
ولد ببغداد يوم عيد الأضحى من سنة 1355هـ / 1937م، في محلة العاجلين قرب محلة العمّار جانب الرصافة ببغداد. ونشأ الشيخ في اسرة كريمة متدينة، إرسله أبوه إلى المسجد ليحفظ القرآن الكريم، فدرس الشيخ مبادئ التجويد على الشيخ الملا كاظم أحمد الشيخلي الحنفي إمام وخطيب جامع سيد سلطان علي، وهو أول شيخ له. ثم دخل المدرسة الابتدائية، وأكمل الدراسة الثانوية، ودخل كلية الشرطة، وتخرج فيها عام 1951م، وتدرج حتى وصل إلى رتبة عقيد في الشرطة ثم أحيل على التقاعد سنة 1977م. ومنصبه هذا كان مرموقاً جداً في ذاك الوقت، ولكنه لم يصرفه عن طلب العلم وقد لزم مجلس شيخه عبد الكريم الصاعقة، واختص به حتى كان فيه الأوّل، ولا يقدم عليهِ أحد.
كان شافعي المذهب، أثري النزعة، وارث شيخه أبي الصاعقة في فن الرواية والإسناد، مولعا بجمع المخطوطات وتحقيقها، تصدر لمجالس الرواية بعد شيخهِ في العراق، وخارجه، وعقدت عليه مجالس الرواية في الحرم المكي، وكانت مكتبة مخطوطاته في بغداد محجا للطلبة والباحثين والمحققين، من داخل العراق وخارجه.

## شيوخه وتلامذته

### شيوخه
- الشيخ محدث العراق السيد عبد الكريم بن السيد عباس آل الوزير الحسني الشيخلي الأزجي الملقب بأبي الصاعقة.
- العلامة المحدث والفقيه الإمام البحر عبيد الله بن العلامة عبد السلام المباركفوري الرحماني صاحب «مرعاة المفاتيح شرح مشكاة المصابيح».
- الشيخ المحدث الفقيه المحقق حبيب الرحمن الأعظمي الهندي (1319 - 1412هـ).
- الشيخ المحدث محمد الحافظ بن عبد اللطيف بن سالم التجاني القاهري المالكي.
- محدث تونس الشيخ محمد الشاذلي الشيخ محمد الصادق النيفر التونسي المالكي (1418هـ).
- الشيخ الأديب الفقيه شاكر البدري السامرائي ثم البغدادي.
- الشيخ محمد عبد الوهّاب البحيري المصري.
- الشيخ المحدث محمد التهامي مسند المغرب.
- الشيخ محمود المفتي الباكستاني.

### تلاميذه
من خارج العراق: منهم
- أبو عبد الله مسعد بن عبد الحميد الحسيني العلوي.
- الشيخ ماهر ياسين فحل
- الدكتور يوسف بن عبد الرحمن المرعشلي.
- الدكتور عزالدين كشنيط الجزائري.
- الشيخ الدكتور عبد الملك بن عبد الله بن دهيش.
- الشيخ عبد الله العقيل.
- الشيخ المقرئ غالب بن محمد المزروع.
- الشيخ بدر بن طامي العتيبي.
- الشيخ عبد الله بن ناجي المخلافي.
- الشيخ محمد بن ناصر العجمي.

وأما من العراق: فمنهم
- - أبو عبد الله بسام بن عصام الحسيني المشايخي البغدادي، سنة (رجب 1421).
- أبو محمد جاسم بن محمد عبد الله القادري.
- أبو قحطان عدنان بن عبد المجيد الأمين الطائي
- أبو أحمد جهاد بن حسن الداودي البغدادي، سنة (ربيع الثاني 1420هـ).
- أبو الحسنات حسنين بن سلمان الربيعي البغدادي، سنة (1999م)، وشيخنا هو الذي كناه بأبي الحسنات.
- أبو عبد الرحمن رياض بن حسين الطائي، سنة (1993م).
- أبو محمد رياض بن هاشم العاني الأعظمي.
- أبو أحمد صادق بن جعفر العجلي، سنة: (ربيع الثاني 1420).
- أبو حذيفة طه بن علي بن داود العبيدي الكركوكي، سنة (8 ذو الحجة 1420هـ في مكة المكرمة يوم التروية).
- أبو أنس عبد الجبار بن رهيف الطائي البغدادي، سنة (محرم 1421).
- د أبو مسدد. محمد بن حازم بن محمد نوري سنة (رجب 1421).
- الشيخ الدكتور أبو مصعب ضياءالدين عبد الله محمد الصالح الأثري البغدادي (1999م/1420هـ)
- د أبو النعمان منذر بن داود بن محمود الأزجي البغدادي، سنة (1419هـ)،
- الشيخ الدكتور أبو عبد الرحمن حيدر بن عاصف العباسي
- د أبو الحارث مثنى بن نعيم الحسيني المشهداني البغدادي (6 صفر 1423).
- أبو بكر رعد بن محسن الصقار القوشجي الحسيني السامرائي.
- المهندس نزار بن قاسم بن تقي الدين البغدادي.
- أبو عبد الرحمن وليد بن مصطاف الخالدي(15ذي الحجة 1424).
- أبو عبد الرحمن عماد محمد الجنابي
- ابو زكريا محمد بن عاصف العباسي
- أبو عبد الله أنس بن صلاح بن أحمد البازي السامرائي ( ١٤٢٠ ه‍ - ١٤٢٨ ه‍ ) .

من مصر:
- الشيخ صلاح الدين الشامي سمع منه الأولية والمحبة وغير ذلك مهاتفة وأجازه عامة
- الشيخ أيمن محمد محمد عرفه خليفة سمع منه الأولية من جوال الشيخ قاسم، والقواعد الأربعة لمحمد بن عبد الوهّاب وغيرها وإجازه عامة مكتوبة وعليها اشهاد الشيخ قاسم محمد ضاهر اللبناني.

من الجزئر:
- الشيخ الدكتور عزالدين بن سعيد كشنيط.
- الشيخ الدكتور جمال عبود الديب الميلي.
- الشيخ لطفي سلامي القسنطيني.

من المغرب:
- الشيخ أحمد بن العربي بن عبد السلام سمع منه الاولية والمحبة وأجازه اجازة عامة مهاتفة
- الشيخ رشيد بن مجاهد الاثري

## سمته وأخلاقه
عرف بين كل طلابه بكرمه وجوده، فبالكاد تجد منزله يخلو من طلبة العلم، وما من طالب علم في الحديث وغيره إلاّ وانتفع من الشيخ صبحي ومكتبته العامرة.
وقد انتفع الشيخ من عمله في جامعة الإمام محمد بن سعود، ومن رحلته فحصل على نسخ من المخطوطات الفريدة، فصوّر ما استطاع من ذلك، ومما يشهد له أنه بذلها بين يدي طلبة العلم، فلم أرَ أو اسمع في زماننا من جاد لطلبة العلم ما جاد به شيخنا فلم يبخل وكان بامكانه أن يكون تاجراً لو اراد أن يبيعها، ولكن جوده وكرمه وخلقه منعه من ذلك، وقد سمعت كبار علماء العراق يثنون على صنيعه كشيخنا الفاضل هاشم جميل، واستاذنا الدكتور بشار عواد معروف، والشيخ حارث الضاري، وغيرهم، "فكوّن مكتبته هي الوحيدة في العراق جمعت نفائس المصورات من المخطوطات من مكتبات العالم فمن الظاهرية إلى مكتبات تركيا إلى دار الكتب المصرية إلى المغرب إلى برلين إلى جستربتي إلى برنستون، ناهيك عن مخطوطات الأوقاف ببغداد ومخطوطات الشيعة الإمامية بالنجف وغيرها من المكتبات وغالب المخطوطات مفهرسة من الشيخ وله تعليقات وتنبيهات تدل على صبره وحرصه في تحصيله العلم. كما إن مكتبته جمعت درر المطبوعات في الحديث، والفقه، والأصول والنحو، والعقائد، والتفسير، والتاريخ، والأدب وله مصورات من انفس كتب الأنساب.
وتميز الشيخ بتواضعه مع طلابه، فعلى هيبته وجلالة قدره لا يجد طالب العلم بينه وبين الشيخ أي حاجز يمنعه من سؤاله.
ومن أهم ميزاته التزامه بموعد درسه، فكان لا يتخلف ولا يتكلف الحضور إلى درسه في جامع البنية وهو يبعد كذا كيلو متر عن مسكنه، علماً أنه يأتي إلى طلابه بعد انتهاء محاضراته في كلية العلوم الإسلامية في الجامعة العراقية أو الجامعة الإسلامية.
ومن ملامح شخصية الشيخ أنه حاد الطبع سريع الغضب (لله تعالى)، وأخاله ورثها من شيخه أبي الصاعقة رحمه الله، وهو من أجل شيوخه.

## رحلاته
له رحلات متعددة إلى بلاد مختلفة، منها:
- رحل إلى مكة المكرمة، وسمع بها من المحدث والفقيه الإمام عبيد الله بن العلامة عبد السلام المباركفوري الرحماني صاحب «مرعاة المفاتيح شرح مشكاة المصابيح».وحصل على أجازة منه في الثلاثين من شهر صفر عام ألف وأربعمائة وتسع للهجرة
- وسمع بها من شيخه المحدث الفقيه المحقق حبيب الرحمن الأعظمي الهندي (1319 - 1412هـ) وأجازه إجازة عامة في رمضان سنة ألف وثلاثمائة وإحدى وتسعين.
- ورحل إلى مصر الكنانة، وسمع بها من العلامة المحدث محمد الحافظ بن عبد اللطيف بن سالم التجاني القاهري المالكي. وقرأ عليه في داره في الحلمية وفي زاويته بالمغربلين.
- ورحل الشيخ إلى تونس وسمع بها من محدث تونس الشيخ محمد الشاذلي الشيخ محمد الصادق النيفر التونسي المالكي (1418هـ).وأجازه إجازة عامة في تونس في شهر شعبان سنة 1405هـ.
- ورحل إلى المغرب وسمع بها من الشيخ المحدث محمد التهامي (ت1430هـ) مسند المغرب. وأجازه مشافهة سنة 1972م.

## وظائفه
مر بنا قبل أنّ الشيخ تقلد وظيفة مرموقة في سلك الشرطة، ثم تقاعد منها عام 1977م.
ثم اشتغل بعدها الشيخ بالإمامة والخطابة، في مساجد عدة، منها:
- خلف شيخه الصاعقة في التدريس في جامع الآصفية.
- إمام وخطيب جامع الخاصكي (حسبةً).
- إمام وخطيب جامع المرادية (حسبةً).
- درّس الحديث ومصطلحه في جامع الحاج محمود البنية في الكرخ، لعدة سنوات.
- درّس بعض كتب الحديث في جامع المرادية برصافة بغداد..
- درّس الحديث ومصطلحه في جامع برهان الدين ملا حمادي في الكرخ.
- درّس الحديث ومصطلحه وفقه السادة المالكية في المركز الثقافي السوداني ببغداد.

## مصنفاته
عرف بالتحقيق وبرع به منذ دهر، وله تحقيقات نافعة ماتعة كثيرة، رفدت المكتبة الإسلامية، منها:
- ما لا يسع المحدث جهله لأبي حفص عمر الميانشي.
- الخلاصة في أصول الحديث للطيبي.
- علل الترمذي الكبير بترتيب أبي طالب القاضي (بالمشاركة) مع أبي المعاطي النوري ومحمود محمد الصعيدي. وكان الشيخ غير راضٍ عن مقدمته التي كتبها المصريون لما فيها من اللمز لابن حجر العسقلاني الذي يحبه حباً جماً.
- شرح علل الترمذي لابن رجب الحنبلي.
- مجموعة رسائل في الحديث: (تسمية فقهاء الأمصار من الصحابة فمن بعدهم للنسائي والطبقات للنسائي وتسمية من لم يروَ عنه غير راو واحد للنسائي مختصر نصيحة أهل الحديث للخطيب البغدادي وكتاب الرحلة في طلب الحديث للخطيب البغدادي والإجازة للمعدوم والمجهول للخطيب البغدادي).
- مراسيل ابن أبي حاتم الرازي، باعتناء وتقديمه.
- المدرج إلى المدرج للسيوطي.
- تذكرة المؤتسي فيمن حدّث ونسي للسيوطي.
- رواية الأكابر عن الأصاغر للباغندي (لم يطبع).
- رواية الأقران لابن حيويه، (لم يطبع).
- تصحيفات المحدثين للعسكري.
- تاريخ التصحيف للعسكري (لم يطبع)
- الكمال في تاريخ علم الرجال وهو في الجرح والتعديل: تأليف (لم يطبع)

## وفاته
كانت الأمراض تعتريه، إضافة لهمومه وأحواله وأحوال بلاده المنكوبة، وأثّر ذلك عليه، فأُصيب بجُلْطة دماغية، دخل على إثرها العناية المركزة في مستشفى الجامعة الأمريكية في العاصمة بيروت، وبقي في المستشفى مدة شهرين وبضعة أيام في وضع حَرِج، يغيب تارة ويفيق، ثم اشتدت حالته الصحية، وتوفي بحدود الساعة العاشرة ليلة الثلاثاء 16 شعبان 1434 الموافق 25 حزيران 2013 م.